# Hypo-Meeting 2017
Hypo-Meeting 2017 – mityng lekkoatletyczny w konkurencjach wielobojowych, który odbył się 27 i 28 maja w Götzis w Austrii. Zawody były drugą odsłoną cyklu IAAF Combined Events Challenge w sezonie 2017.

## Rezultaty
| Konkurencja:           | 1. miejsce       | Rezultat           | 2. miejsce         | Rezultat     | 3. miejsce               | Rezultat     |
| Dziesięciobój mężczyzn | Damian Warner    | 8591 pkt. WL       | Eelco Sintnicolaas | 8539 pkt. NR | Rico Freimuth            | 8365 pkt.    |
| Siedmiobój kobiet      | Nafissatou Thiam | 7013 pkt. WL NR MR | Carolin Schäfer    | 6836 pkt. PB | Laura Ikauniece-Admidiņa | 6815 pkt. NR |

## Rekordy
Podczas mityngu ustanowiono 9 krajowych rekordów w kategorii seniorów:
| Zawodnik                 | Reprezentacja | Konkurencja                   | Rezultat  |
| ------------------------ | ------------- | ----------------------------- | --------- |
| Eelco Sintnicolaas       | Holandia      | dziesięciobój lekkoatletyczny | 8539 pkt. |
| Darko Pešić              | Czarnogóra    | dziesięciobój lekkoatletyczny | 7846 pkt. |
| Nafissatou Thiam         | Belgia        | rzut oszczepem                | 59,32     |
| Géraldine Ruckstuhl      | Szwajcaria    | rzut oszczepem                | 58,31     |
| Nafissatou Thiam         | Belgia        | siedmiobój lekkoatletyczny    | 7013 pkt. |
| Laura Ikauniece-Admidiņa | Łotwa         | siedmiobój lekkoatletyczny    | 6815 pkt. |
| Géraldine Ruckstuhl      | Szwajcaria    | siedmiobój lekkoatletyczny    | 6291 pkt. |
| Grit Šadeiko             | Estonia       | siedmiobój lekkoatletyczny    | 6280 pkt. |
| Marthe Koala             | Burkina Faso  | siedmiobój lekkoatletyczny    | 6036 pkt. |